# Sphaerodactylus perissodactylius
Sphaerodactylus perissodactylius es una especie de geco del género Sphaerodactylus, familia Sphaerodactylidae, orden Squamata. Fue descrita científicamente por Hedges y Thomas en 1988.

## Descripción
La longitud hocico-respiradero en machos y hembras es de 22 y 23 milímetros respectivamente.

## Distribución
Se distribuye por República Dominicana.